# Wady ziarna kawowego

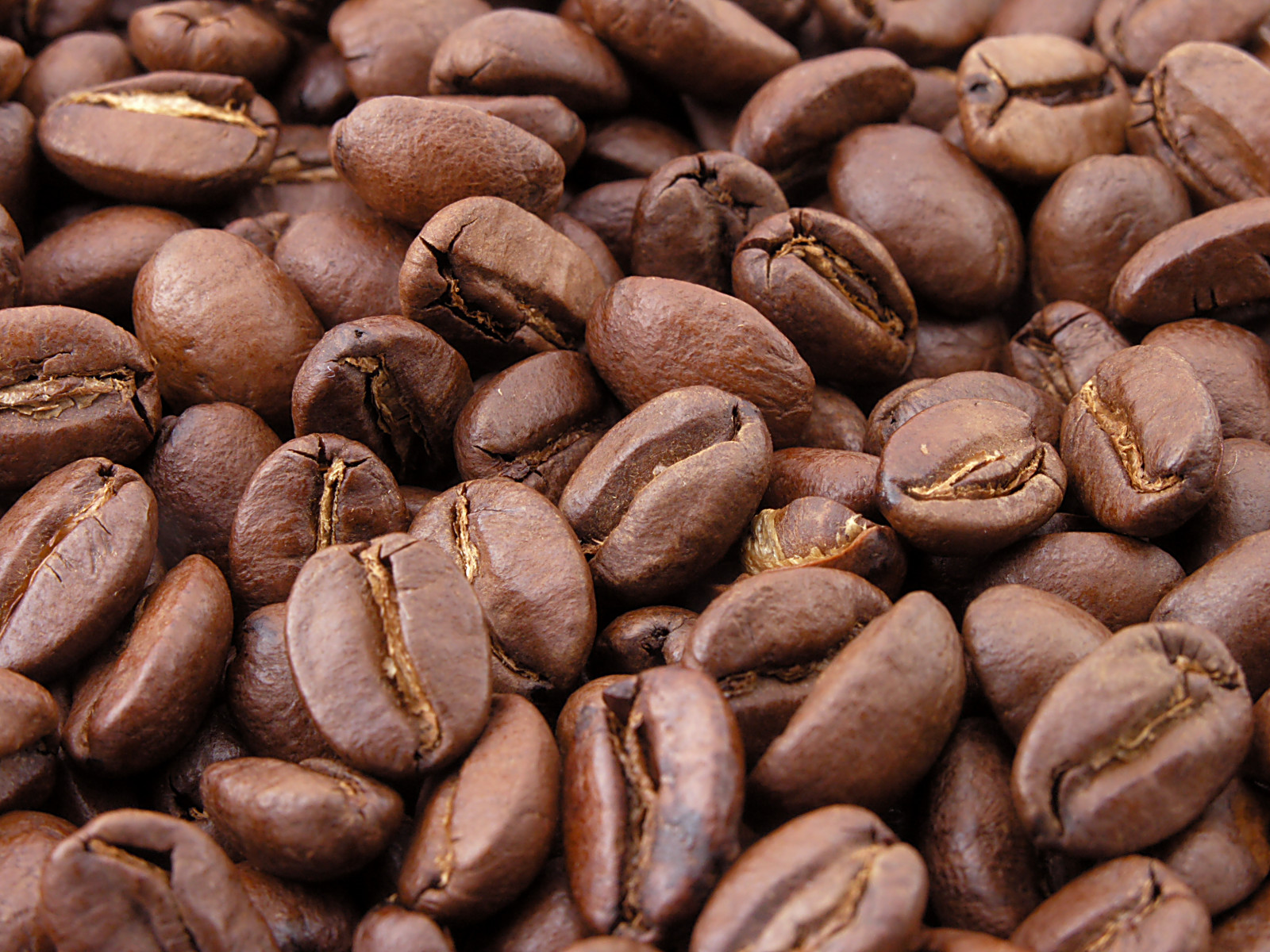
Prawidłowe ziarno kawy

Wady ziarna kawowego – zespół wad i uszkodzeń ziaren kawowca, wystąpienie których prowadzi do obniżenia jakości naparu (kawy) lub do częściowej albo całkowitej utraty przez daną partię ziarna wartości handlowej.

## Wady i uszkodzenia
Ziarna kawy mogą mieć następujące wady lub uszkodzenia:

### Ziarno białe (ang.white,low density bean,floater bean)
Ziarno charakteryzujące się wysoką jasnością („białe”), bardzo lekkie, unoszące się na powierzchni wody. Przyczyną powstania tej wady jest najczęściej zbyt długie przechowywanie lub trzymanie kawy w złych warunkach, nieodpowiadających standardom. Ziarno białe nie jest traktowane jako wada wyłącznie w przypadku kawy monsunowej (indyjskiej, wystawionej na działanie morskich wiatrów i wilgotnego, oceanicznego powietrza).
Ziarna białego nie należy mylić z tzw. białą kawą, która stała się popularna w początku XXI wieku i powstaje poprzez prażenie ziaren kawy w niższej temperaturze i przez czas o połowę krótszy, niż zwykle, a więc jest wypalona jedynie w połowie.

### Ziarno czarne
Ziarno o barwie czarnej lub brązowej, która przechodzi w czarną, skurczone, pomarszczone, z mocno rozwartą bruzdką i zapadniętym grzbietem. Przyczynami powstania tej wady mogą być: zbyt długa fermentacja, niska jakość deszczówki w okresie wzrostu owoców kawowca, podwyższona zawartość żelaza w glebie, nieprzestrzeganie standardów suszenia, a także zawilgocenie ziaren już po wysuszeniu.

### Ziarno gąbczaste (ang.spongy bean)
Ziarno o konsystencji korka, łatwe do nacięcia paznokciem. Powierzchnia takiego ziarna jest zwykle biaława, kremowa albo bursztynowa. Przyczyną wystąpienia takiej wady są błędy w procesie nawożenia gleby i jej uprawy. Ten typ ziarna nie jest wadą w przypadku kawy monsunowej.

### Ziarno kwaśne (ang.sour bean)
Ziarno kwaśne w całości lub też części. Ma z reguły barwę karmelową, miejscami przechodzącą w kolor ciemnobrązowy. Jego błonka srebrzysta może być czerwonobrunatna i brak mu włókna w bruzdce. Powodem wystąpienia wady jest najczęściej nadmiernie wydłużona fermentacja, nieprawidłowe oświetlenie miejsc fermentacji, zanieczyszczona woda w procesie płukania, zbyt wysoka temperatura procesów oraz magazynowanie w nadmiernej wilgoci. Napar z tego rodzaju ziaren jest niesmaczny – nadmiernie kwaśny.

### Ziarno mozaikowe
Wada dotyczy ziaren kameruńskich lub gwinejskich gatunku Coffea canephora. Ziarna mozaikowe, po uprażeniu, charakteryzują się wyplamieniem, zarówno jaśniejszym, jak i ciemniejszym. Na ziarnach występują też białawe żyłki. Wada jest wynikiem wtórnego zawilgocenia już po wysuszeniu.

### Ziarno niedojrzałe (ang.immature bean,quaker bean)
Powierzchnia ziaren jest zielonkawa lub jasnoszara, nie odchodzi od nich skórka i jest mniejsze niż powinno. Powodem zaistnienia wady jest zbiór niedojrzałego surowca, a także pochodzącego z obrzeży plantacji, jak również zarazy wywołane przez suszę, śniedzie, oraz stosowanie niewłaściwego nawożenia chemicznego. Niedojrzałe ziarna mogą być systematycznie odfiltrowywane podczas stosowania metody mokrej przetwarzania kawy poprzez usuwanie wadliwych sztuk, gdy kawa jest zanurzona w wodzie.

### Ziarno plamiste (ang.blotchy bean,spotted bean)
Ziarno cętkowane, które ma nieregularne zielonkawe, białawe albo żółtawe plamy. Przyczyną jest za długie suszenie.

### Ziarno pokruszone (ang.pulper nipped bean,pulpercut bean)
Wada powstaje w trakcie obróbki mechanicznej surowca, w metodzie mokrej. Podczas usuwania miazgi ziarna ulegają pocięciu, zgnieceniu lub pokruszeniu. W wyniku tego są postrzępione, utlenione (kolor rdzy), okaleczone, obarczone ubytkami, z brązowymi lub też czarnymi plamami. Mogą mieć nieprzyjemny zapach. Najczęstszą przyczyną takich uszkodzeń jest użycie maszyn z niedostosowanymi do wielkości owoców częściami.

### Ziarno pomarszczone
Ziarno z nierówną, pofałdowaną powierzchnią, przypominające nieco rodzynki. Powodem powstałej wady są błędy uprawowe, niewłaściwe nawożenie, a przede wszystkim susza.

### Ziarno pozbawione jędrności (ang.whitered bean)
Ziarno pomarszczone, słabe, zwiędłe, delikatne i lekkie, barwy ciemnoszarej. Powodem wystąpienia wady są błędy w procesie suszenia.

### Ziarno skrystalizowane
Ziarno popękane, bardzo kruche, o niebieskoszarej powierzchni. Wada powstaje przy użyciu zbyt wysokiej temperatury suszenia (powyżej 55 °C).

### Ziarno spleśniałe (ang.mouldy bean)
Nieregularne ziarno o wyraźnie, gołym okiem widocznych śladach zapleśnienia. Ziarno takie pokryte jest żółtawym lub żółtawo-rdzawym nalotem. Przyczyną wystąpienia wady jest za długa fermentacja, zakłócenia procesu suszenia, czy też magazynowanie w podwyższonej wilgoci.

### Ziarno spłaszczone
Ziarno znacznie bardziej płaskie niż norma, pokryte spękaniami. Powodem wystąpienia wady jest zmiażdżenie w procesie młócenia wilgotnego ziarna, a następnie wysuszenie spłaszczonego surowca.

### Ziarno uszkodzone przez owady
Ziarno takie ma niewielkie otworki na swej powierzchni. Jest to efekt żerowania szkodników kawowych, m.in. chrząszcza Hypothenemus hampei.

### Ziarno w pergaminie (ang.bean in parchment)
Ziarno w całości lub też w części pokryte skórką pergaminową (owocnią).